# Gareth Hughes
Gareth Hughes (23 de agosto de 1894 – 1 de octubre de 1965) fue un actor teatral y cinematográfico de origen galés, activo en la época del cine mudo. Usualmente escogido para la interpretación en Hollywood de héroes bisoños, Hughes se inició en el teatro en su niñez, interpretando primeros papeles juveniles en el circuito de Broadway.

## Biografía

### Inicios
Nacido en Dafen, en las cercanías de Llanelli, Carmarthenshire (Gales), su verdadero nombre era William John Hughes. Perteneciente a una familia de clase trabajadora, tras actuar con diferentes compañías teatrales en giras por el Reino Unido, él ingresó en un grupo de actores galeses. Este grupo de intérpretes viajó a los Estados Unidos, y aunque no tuvieron éxito, Hughes fue descubierto mientras se encontraba en Chicago, motivo por el cual decidió quedarse en América para desarrollar su carrera artística. A finales de 1915 había conseguido trabajar con éxito como actor teatral en el circuito de Broadway, lo que le facilitó iniciarse en el mundo del cine.

### Carrera en el cine
Entre las primeras películas de Hughes figuran Eyes of Youth (1919), con Clara Kimball Young, y Mrs. Wiggs of the Cabbage Patch (1920), con Marguerite Clark. Con Viola Dana actuó en The Chorus Girl’s Romance (1920). 
Contratado por Metro Pictures, fue cedido a Famous Players Lasky para interpretar Sentimental Tommy (1921), probablemente el mejor de sus primeros filmes. Aunque ya había actuado en muchas producciones antes, él consideraba a Sentimental Tommy como su favorita y la de mayor éxito. En total, desde 1918 a 1931 actuó en cuarenta y cinco películas. 
Además, Hughes fue preparador de dialecto galés para el rodaje de la película The Corn Is Green (1945), protagonizada por Bette Davis. Su carrera cinematográfica le valió el reconocimiento de cineastas como Cecil B. DeMille, que decía de él que era “un joven idealista”, o Fulton Oursler, que le describió como el ”chico encantador para acabar con todos los chicos encantadores”.

### Vuelva al teatro
Al igual que otros muchos, en 1929 perdió su fortuna por el Crac del 29, pero siguió rodando películas hasta el año 1931, cuando actuó en Scareheads. Entonces decidió dejar el mundo del cine para volver al teatro, el cual había sido siempre su primera vocación. Su último papel teatral fue el de Shylock en El mercader de Venecia, obra que se representó durante 18 semanas en el Hollywood Playhouse en 1938.

### Misionero
A principios de los años 1940 Hughes experimentó la llamada de Dios. Adoptando el nombre de Hermano David, en 1944 se hizo misionero al servicio de los indios Paiute en la Reserva India Pyramid Lake, en Nevada. Hughes pasó casi 14 años con sus “niños”, como a él le gustaba llamarlos.

### Últimos años
En 1958 decidió ir a Llanelli a pasar sus últimos años. Pero echaba de menos la Costa Oeste, y a los cinco meses volvió a California. Más adelante se mudó a la Motion Picture Country Home, en Woodland Hills, donde tenía su propia casita. Hughes bautizó a la actriz Clara Kimball Young poco antes de que ella falleciera. 
Gareth Hughes falleció en 1965 en Woodland Hills, California, a causa de las complicaciones de una bisinosis, una enfermedad respiratoria que había contraído tras dedicarse durante años a la recogida de ropa donada en Pyramid Lake. Sus restos fueron incinerados, y las cenizas enterradas en el Cementerio Masonic Memorial Gardens, en Reno (Nevada).

## Selección de su filmografía
- Every Mother's Son (1918)
- The Woman Under Oath (1919)
- The Isle of Conquest (1919)
- Eyes of Youth (1919)
- The Eternal Mother (1920)
- The Woman in His House (1920)
- Sentimental Tommy (1921)
- Forget Me Not (1922)
- Kick In (1922)
- The Christian (1923)
- Enemies of Women (1923)
- The Spanish Dancer (1923)
- Shadows of Paris (1924)
- The Midnight Girl (1925)
- Eyes of the Totem (1927)
- Mister Antonio (1929)

## Galería fotográfica

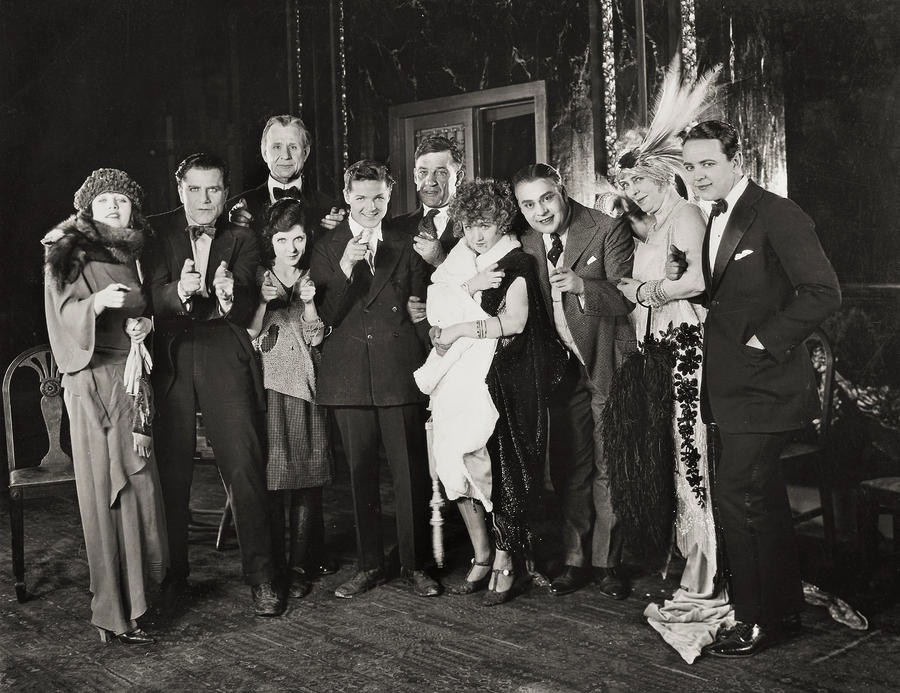
De izq. a der. : Betty Compson, Bert Lytell, Charles Ogle, May McAvoy, Gareth Hughes, Walter Long, Kathleen Clifford, Jed Prouty, Mayme Kelso y Robert Agnew en Kick In (1922)
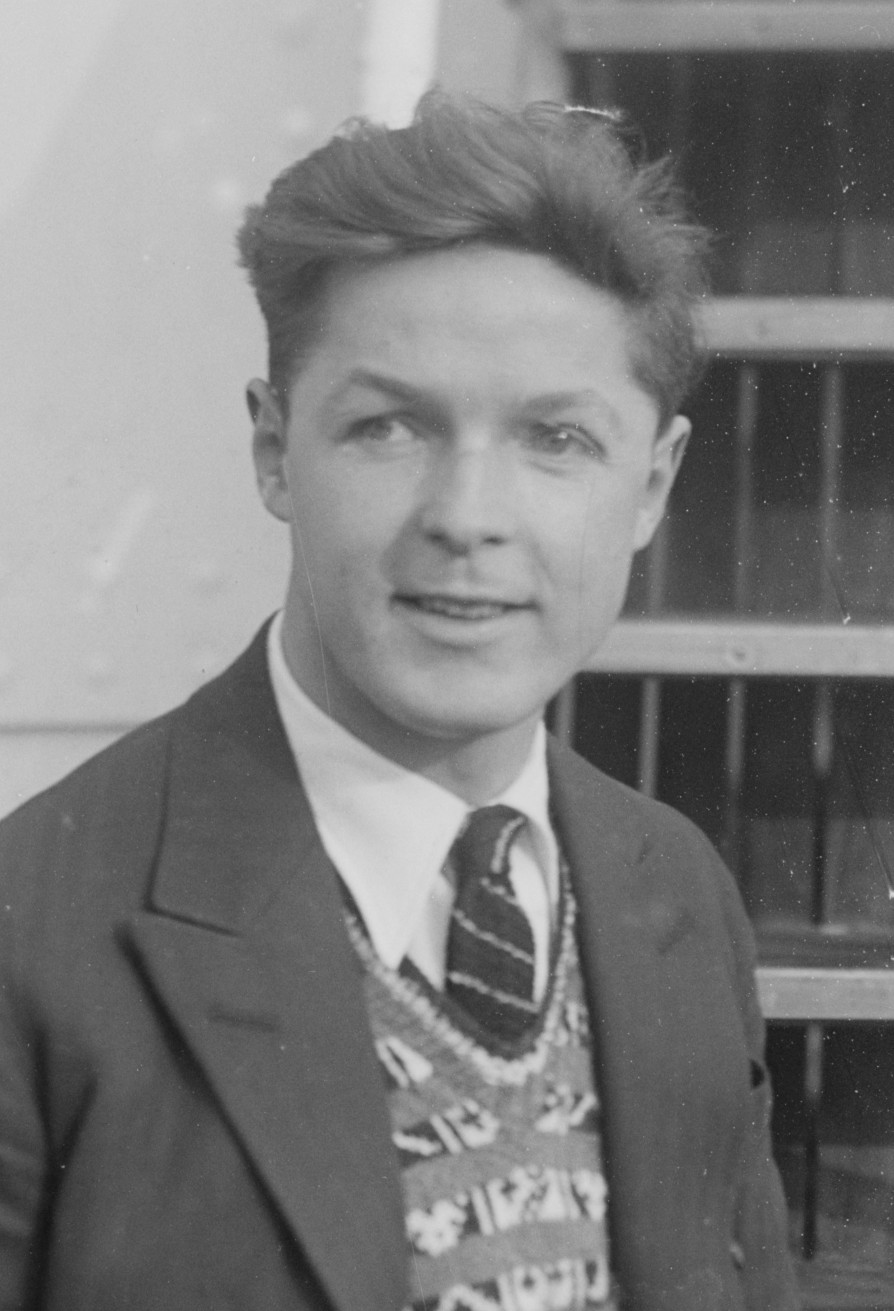
Gareth Hughes
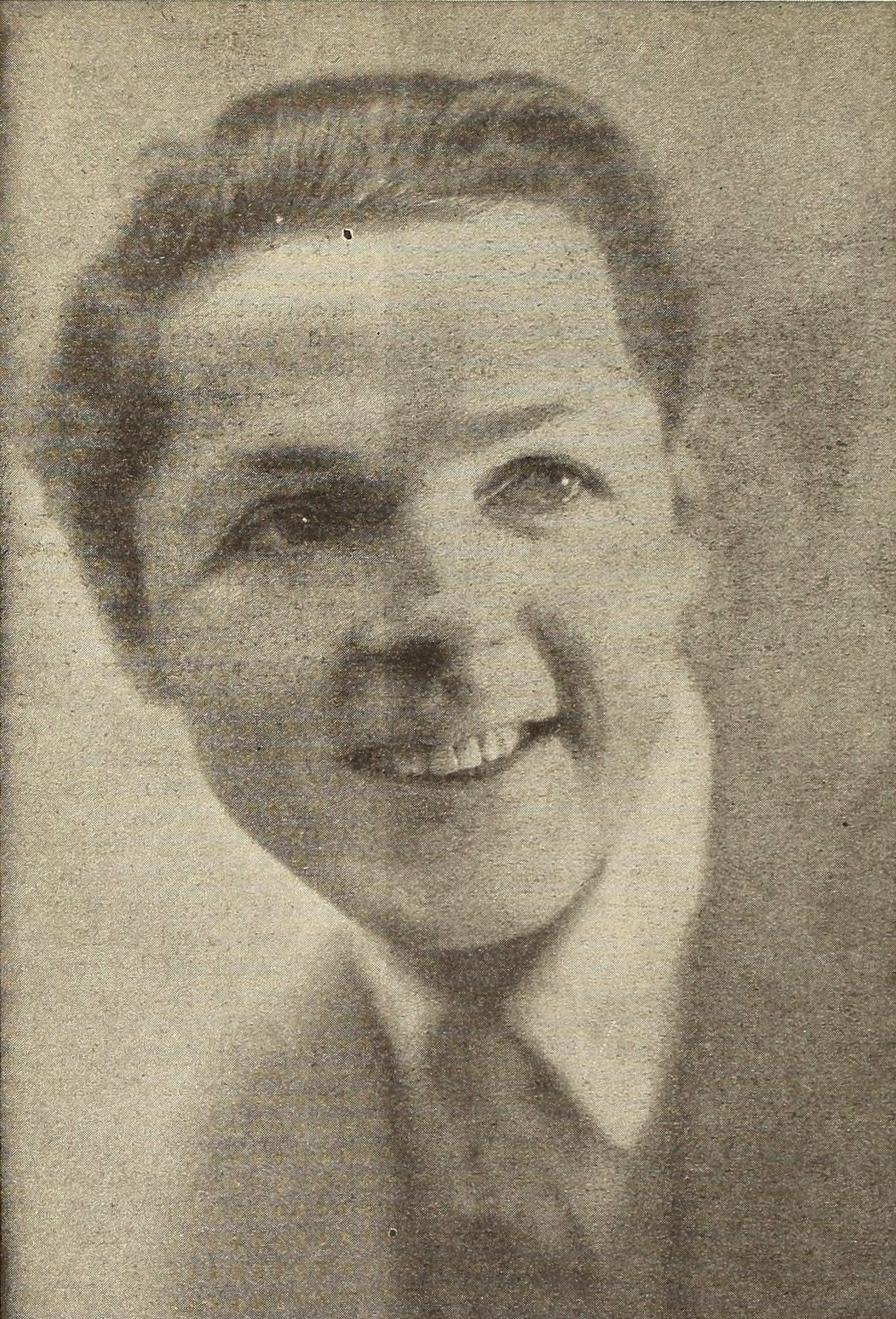
Hughes en Picture-Play, Julio de 1921.